# Сан-Лоренсу-де-Мампоркан
Сан-Лоренсу-де-Мампоркан (порт.  São Lourenço de Mamporcão) — фрегезия (район) в муниципалитете Эштремош округа Эвора в Португалии. Территория — 16,87 км². Население — 558 жителей. Плотность населения — 33,1 чел/км².